# Bokvårmal
Bokvårmal (Diurnea fagella) är en fjärilsart som beskrevs av Johan Christian Fabricius 1787. Enligt Catalogue of Life ingår bokvårmal i släktet Diurnea och familjen praktmalar, (Oecophoridae), men enligt Dyntaxa är tillhörigheten istället släktet Diurnea och familjen Dagmalar, (Chimabachidae). Enligt den finländska rödlistan är arten starkt hotad i Finland. Arten är reproducerande i Sverige. Artens livsmiljö är friska och torra lundar. Inga underarter finns listade i Catalogue of Life.

## Bildgalleri

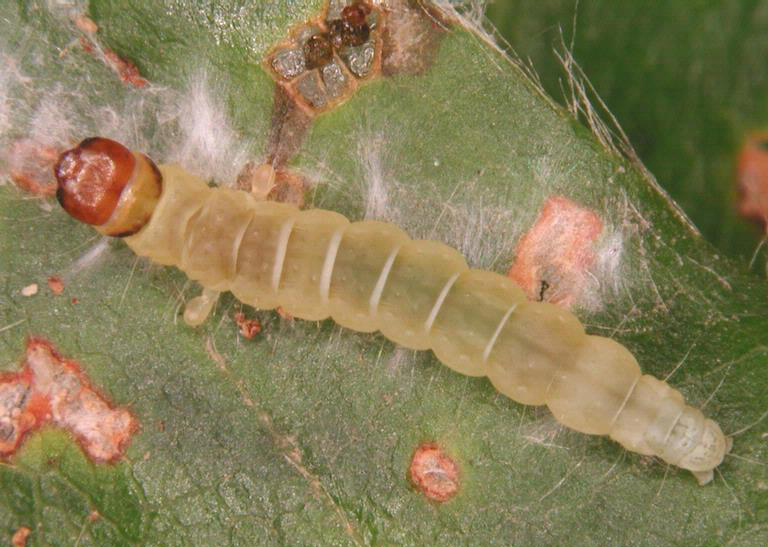
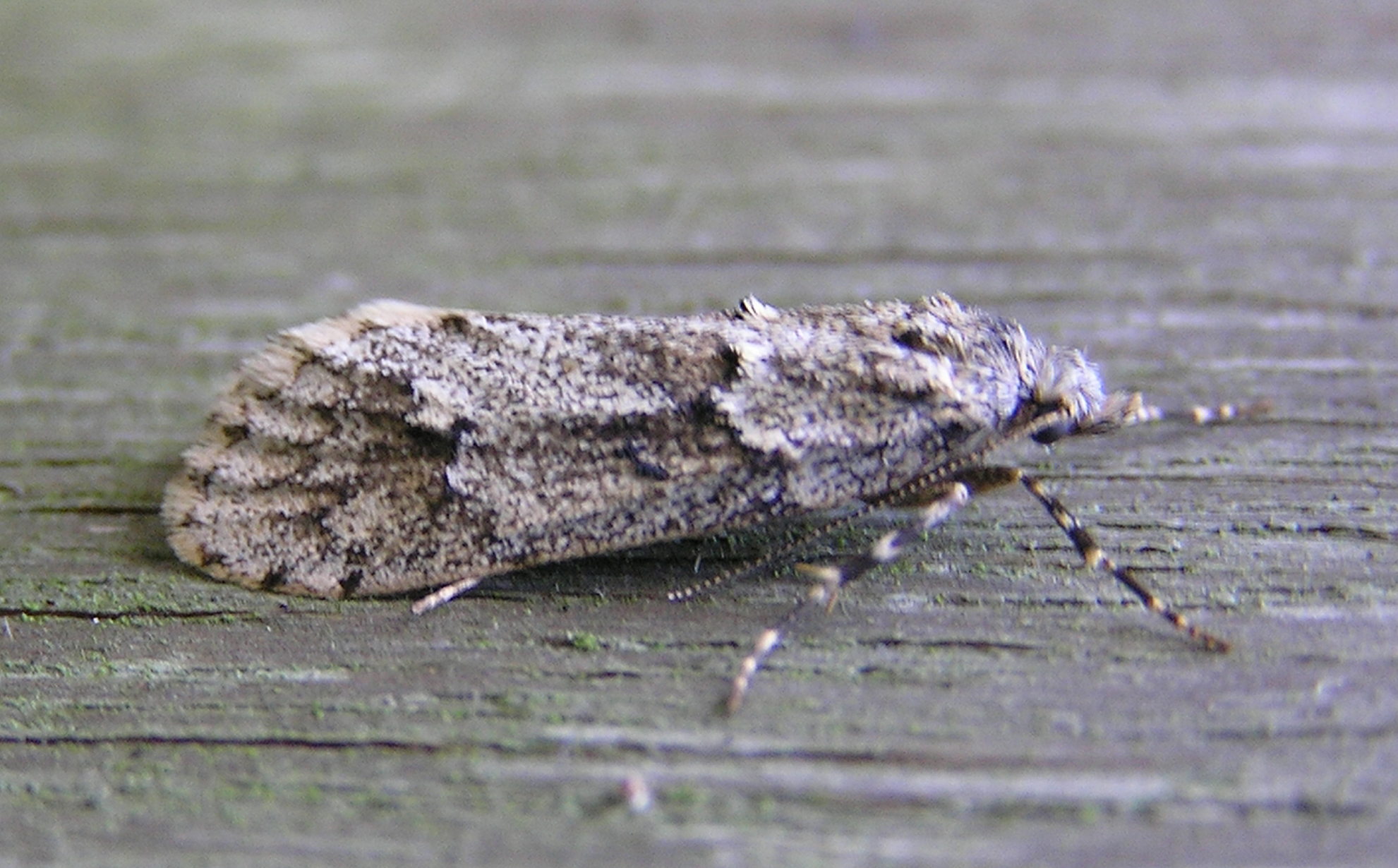